# 가미쿠와나가와역
가미쿠와나가와역(일본어: 上桑名川駅)은 일본 나가노현 이야마시에 위치한 동일본 여객철도 이야마 선의 철도역이다. 단선 승강장 1면 1선의 구조를 갖춘 지상역이다.

## 이용 현황
| 승차 인원 추이 | 승차 인원 추이 |
| 연도           | 1일 평균       |
| -------------- | -------------- |
| 2009           | 13             |
| 2010           | 14             |
| 2011           | 14             |

## 역 주변
- 지쿠마강

## 역사
- 1931년 9월 16일 : 이야마 철도의 역으로서 개업.
- 1944년 6월 1일 : 국유화와 함께 폐지.
- 1951년 10월 10일 : 국철에 의해 다시 재개.
- 1987년 4월 1일 : 일본국유철도 분할 민영화에 의해, 동일본 여객철도가 승계.

## 인접 역
| 동일본 여객철도 이야마 선       | 동일본 여객철도 이야마 선 | 동일본 여객철도 이야마 선      |
| ------------------------------- | ------------------------- | ------------------------------ |
| 가미사카이 나가노 · 도요노 방면 | ■ 이야마 선               | 구와나가와 에치고카와구치 방면 |